# Луций Лукреций Триципитин
Луций Лукреций Триципитин (лат. Lucius Lucretius Tricipitinus) — римский политический деятель середины V века до н. э.
Триципитин происходил из древнего патрицианского рода Лукрециев. Его отцом был консул Тит Лукреций Триципитин.
В 462 до н. э. Триципитин был назначен консулом. Его коллегой стал Тит Ветурий Гемин Цикурин. В своё консульство он напал на вольсков, возвращавшихся с огромной добычей после вторжения в римскую территорию, и почти полностью уничтожил их армию. За эту победу Триципитин получил триумф. В следующем году он проявил инициативу, чтобы спасти Кезона Квинтия, который был осуждён трибуном Виргинием.
Триципитин упомянут Дионисием Галикарнасским как один из выдающихся сенаторов, которые говорили в пользу отмены децемвирата в 449 до н. э..